# Григор Татеваці
Григо́р Татеваці (вірм. Գրիգոր Տաթեւացի; близько 1346, фортеця Тмок — 25 або 27 грудня 1409, Татевський монастир) — вірменський філософ, богослов і педагог, ректор Татевського університету. Разом зі своїм учителем Ованесом Воротнеці є головним представником татевської школи вірменської філософії.

## Життєпис

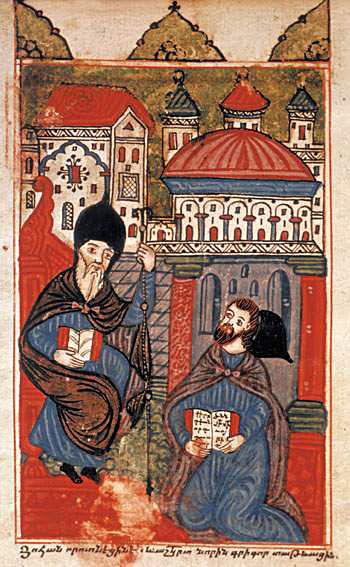
Григор Татеваці і Ованес Воротнеці. Мініатюра XV століття

Народився Григор Татеваці 1346 року в історичній області Вірменії Гугарк. Його батько ремісник Саргіс, мати народилася в селі Парпі, сім'я втекла з провінції Арчеш, через набіги мусульман. Незабаром після народження сина сім'я переїхала в Сюнік. У 14 років дитину послали в Татев, у монастирську школу, де його вчителем став відомий філософ Ованес Воротнеці, який протягом двадцяти років виховував і навчав його, а також постриг у ченці. Він же в Єрусалимі висвятив Григора в сан вардапета (архімандрита), а потім, у віці сорока років, отримав сан протоархімандрита. Після смерті свого наставника і за його заповітом, Татеваці замінив його в пастирській діяльності. Від 1390 року він провів у Татевському монастирі своє життя, аж до своєї кончини 1409 року. Набіги мусульман змусили Татеваці 1402 року переселитися в Мецопський монастир. Вірменська церква в цей час боролася з вірменами, які прийняли зверхність Риму. В цій боротьбі брав участь і Татеваці — противник уніатства з католицькою церквою, саме він домігся скликання Собору, який зняв відлучення з вірмен-католиків.
Григор Татеваці відігравав важливу роль у справі повернення Святого престолу Вірменської Апостольської Церкви в першопрестольний Ечміадзин. Духовенство, яке залишилося єдиною загальнонаціональною структурою, не мало чіткої позиції щодо нового місця престолу католикоса після падіння вірменської держави в Кілікії 1375 року. Більшість наполягали на виборі східного берега Середземномор'я, хоча з часів хрестових походів там традиційно сильні були позиції католицької церкви. Татеваці наполіг на поверненні резиденції до першопрестольного Ечміадзину, попри найтяжчі умови мусульманського гніту. Сам він не дожив до історичного дня, проте його учні 1441 року здійснили заповіт наставника.
Григор Татеваці став останнім діячем, віднесеним Вірменською Церквою до лику святих. День пам'яті великих богословів-священнослужителів — святого католікоса Ованеса Одзнеці та святих вчителів Ованеса Воротнеці і Григора Татеваці Вірменська апостольська церква відзначає в суботу третього тижня Великого Посту.

## Філософські погляди
Філософська і богословська спадщина Григора Татеваці величезна. Його основні твори виявляють помітний вплив філософії Давида Анахта. Істотне місце в працях Григора Татеваці займає питання про відносини Бога і природи. Автор трактує акт божественного творіння природи в дусі Арістотеля як перетворення можливості сущого в дійсність. Матеріальний світ постійно змінюється, що є запорукою його вічності. Татеваці закликав пізнавати світ, набуваючи конкретних знань і виходячи з власного досвіду, вважаючи некорисним шлях від загальної теорії до конкретних фактів. Прихильник самостійності сфер пізнання і віри, він пояснював, що людина повинна отримати виховання, потім навчання, і після цього слід переходити до пізнання. У його творах висвітлюються питання держави і права.

## Праці

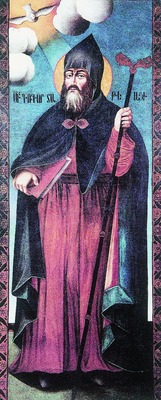
Портрет Татеваці. Ховнатан Ховнатаньян, кінець XVIII століття

Залишив велику літературну спадщину. Татеваці — автор багатьох богословських і філософських творів, серед яких найважливішими є:
- «Книга прохань»[6]
- «Коментар до „Введення“ Порфирія»
- «Зимовий том»
- «Літній том»

## Гробниця Григора Татеваці
Святий Григор Татеваці похований у Татевському монастирі, біля південної стіни церкви Сурб Погос-Петрос: 
|  | І, піднявши його святе тіло, з псалмоспівом і благословеннями поклали в могилу в прикрашеному милістю [Божої] і всехваленому престолі св. апостола Євстафія. [Його могила] донині робить багато чудес. |

1787 року над могилою одного з найосвіченіших людей середньовіччя, видатного вченого, богослова і педагога, ректора Татевського університету зведено скромну за розмірами, але багато інкрустовану орнаментами, споруду — мартиріум з арковим перекриттям і маківкою. Вхід до гробниці св. Григора Татеваці знаходиться праворуч від апсиди храму.